# Capella Rosslyn
La capella Rosslyn (Rosslyn Chapel), originalment capella de Sant Mateu, és un temple de mitjan segle xv situat al poble de Rosslyn, Midlothian, Escòcia. La capella va ser fundada per William Sinclair, I comte de Caithness (també "Sainteclaire/Saintclair/Sinclair/St. Clair") del clan SinClair, una família noble escocesa descendent de cavallers normands.
La capella Rosslyn és el tercer lloc de culte erigit a Rosslyn. En primer lloc es trobaria al castell homònim i el segon (del que encara poden apreciar-se les seves ruïnes) al territori que actualment és el cementiri de Rosslyn.
Després de la Reforma Escocesa de 1560, el culte catòlic a la capella va arribar a la seva fi, encara que els Sinclair van continuar sent catòlics fins al segle xviii. A partir d'aquest moment la capella es va tancar al culte públic fins a 1861, quan es va obrir de nou com a lloc de culte d'acord amb els ritus de l'Església Episcopal Escocesa.
En els últims anys la capella Rosslyn ha aparegut en nombroses teories especulatives sobre la maçoneria, els cavallers templers i el Sant Grial. Aquest temple va guanyar fama a causa que en ell es va gravar part de la pel·lícula El Codi Da Vinci.

## Descripció
La construcció de la capella va començar el 20 de setembre de 1456, encara que sovint s'ha vist registrada com del 1446. La confusió prové de la carta fundacional de Roma per construir la capella col·legial que data d'aquesta data.
Projectada inicialment com a col·legiata (capella col·legiata de Sant Mateu), Rosslyn va quedar reduïda a una petita capella donada la complexitat de la seva decoració. Van ser necessaris quaranta anys per construir el que encara avui pot contemplar-se. Escenes bíbliques com l'expulsió del Jardí de l'Edèn, l'Àngel caigut o la Crucifixió, es donen la mà amb escultures paganes, relacionades amb tradicions templeres i maçòniques com el conegut "pilar de l'Aprenent", un dels tres pilars que separen el cor de l'ala central de la capella.

## Arquitectura
Alguns han dit que les excavacions realitzades al segle xix suggereixen que la capella existent fos part d'una edificació molt major, l'edifici la construcció del qual va ser detinguda quan Guillem Sinclair va morir. No obstant això, Robert Lomas i Cristopher Knight creuen que la paret oest de la capella és en realitat un model del Mur de les Lamentacions de Jerusalem i part de l'edificació segons el disseny, més aviat que proves d'una altra etapa de l'edifici, que hauria fet que el lloc tingués la grandària d'una catedral. La capella existent, en la disposició interna, s'assembla estretament a la Mà de paper de l'est de la catedral de Glasgow.
La capella se sosté sobre catorze pilars, que formen una arcada de dotze arcs punxeguts sobre tres costats de la nau. Els tres pilars de l'extrem aquest de la capella són anomenats, de nord a sud, el pilar Mestre, el pilar Oficial, i el més famós, el pilar de l'Aprenent. En l'extrem oest, altres tres pilars divideixen la nau i la capella de l'Verge.

### Pilar de l'Aprenent

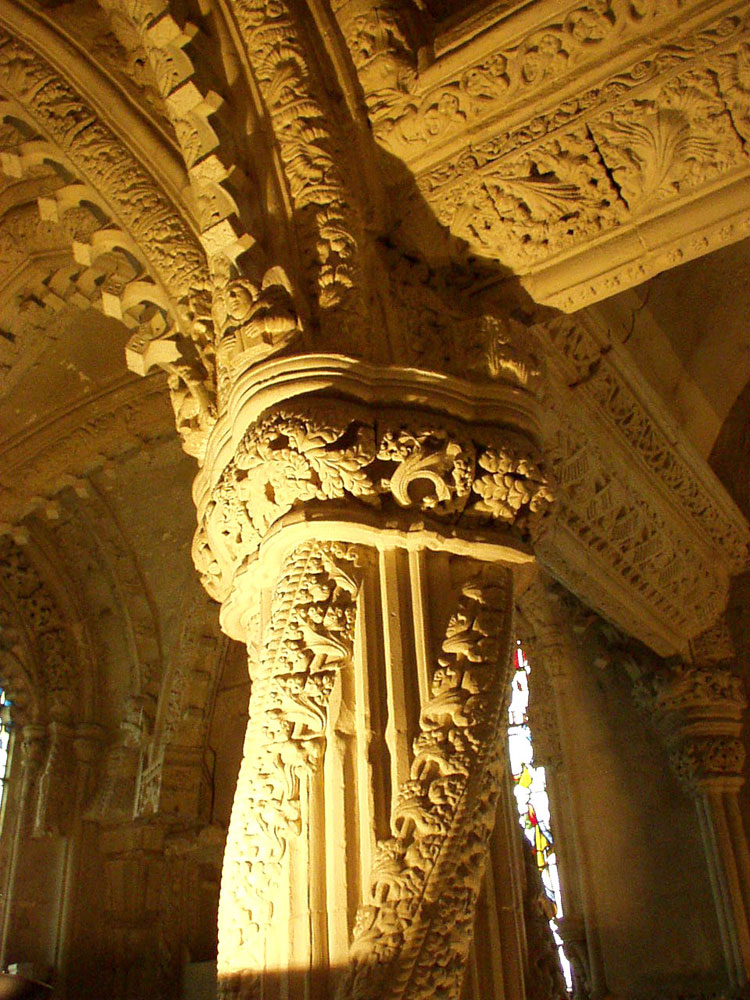
El pilar de l'aprenent en 2003.

El pilar de l'Aprenent deu el seu nom a una llegenda que implica al paleta responsable de la pedrera, a la capella i al seu jove aprenent. Segons la llegenda, el paleta va anar a la recerca d'inspiració d'un pilar cap a Roma i no s'atrevia a realitzar el treball sense haver vist la columna original. Així que va emprendre un llarg viatge amb aquesta finalitat. L'aprenent del paleta va tenir un somni on va veure el pilar acabat, ho va dibuixar i va començar a realitzar el treball. El paleta, en tornar de Roma, va veure la columna acabada, va preguntar qui havia estat, al que van respondre, el seu aprenent. Pres de la ira i l'enveja, el va atacar amb una maça fins a matar-ho.
El mestre va ser penjat per tal cruel acte, i la capella va haver de ser reconsagrada.

### Caixes musicals
Entre les moltes intricades escultures de Rosslyn hi ha una seqüència de 213 caixes que sobresurten de pilars i arcs amb una selecció de model simètric sobre ells. És desconegut si aquest model té algun significat particular amb ells —moltes persones han intentat trobar la informació xifrada en ells, però cap interpretació ha estat considerada concloent.
Una de les idees més prometedores, que podria tenir sentit, sobre les caixes, és interpretant-les com un compte musical. Les caixes realment s'assemblen una mica al model Chladni; les formes geomètriques formades quan una placa coberta de pols vibra en freqüències específiques. Thomas Mitchell i el seu fill Stuart ha aparellat el model amb anotacions musicals per produir una melodia que Stuart crida el Motet de Rosslyn.

### Blat de moro a la capella Rosslyn?

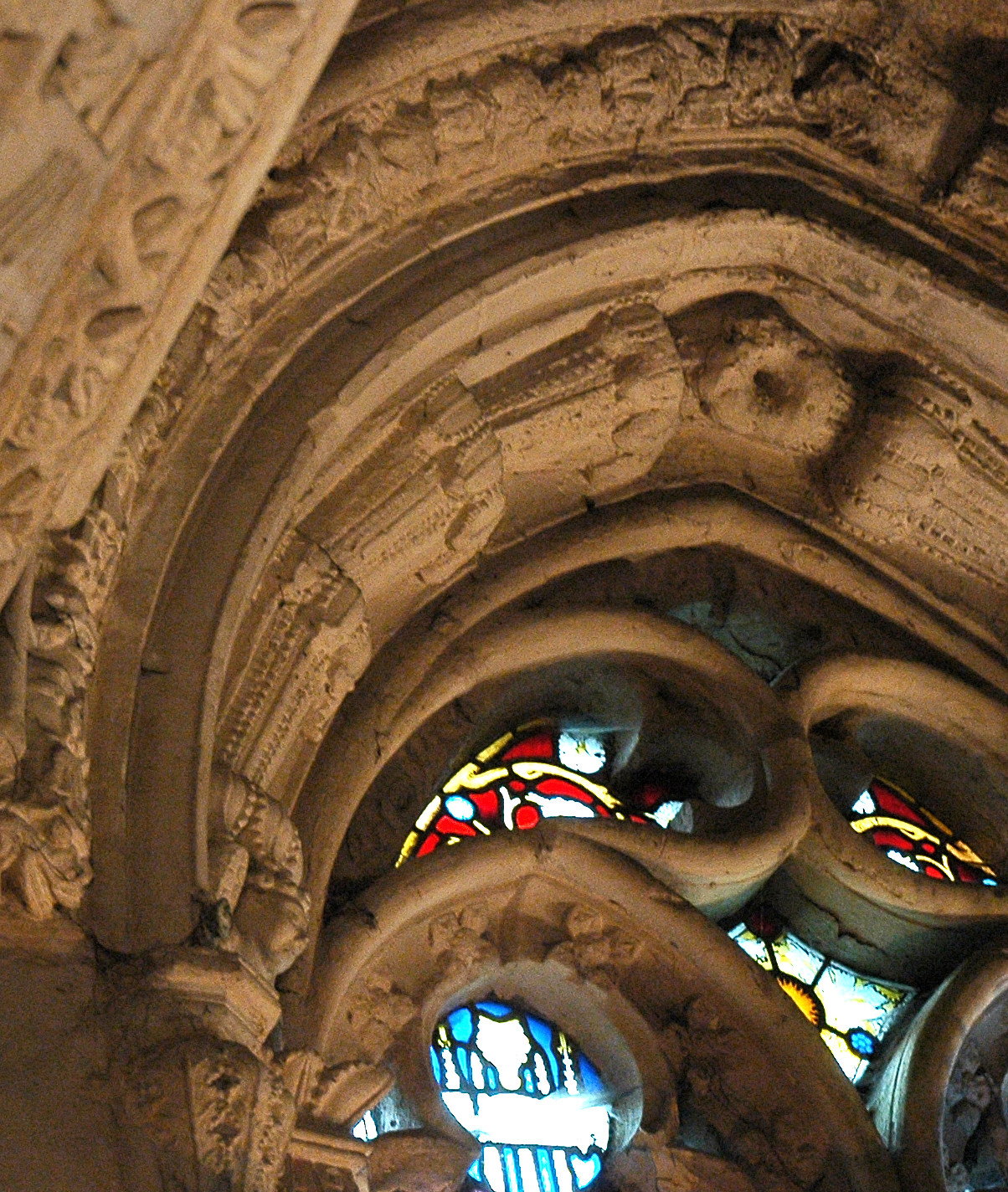
Tallats en la Capella Rosslyn, Escòcia mostrant blat de moro (propi d'Amèrica).

Enric I de Sinclair, comte de les Orcades i baró feudal del Castell de Rosslyn (c. 1345 - c. 1400) va ser un noble escocès. És més conegut avui a causa d'una llegenda moderna que afirma que va participar en les exploracions de Groenlàndia i Amèrica de Nord gairebé 100 anys abans de Cristòfor Colom, va escriure:
Ha estat la destinació singular, del comte Henry que gaudeix d'una reputació pòstuma cada vegada més gran i que té molt poc a veure amb el que va aconseguir en la seva vida.

Henry va ser l'avi de William Sinclair, 1er Conde de Caithness, el constructor de la capella Rosslyn (prop d'Edimburg, Escòcia). Els autors Robert Lomas i Christopher Knight creuen que alguns gravats en la capella són blat de moro del Nou Món. Aquest cultiu era desconegut a Europa al moment de la construcció de la capella i no es va conrear allí fins a diversos centenars d'anys més tard. Knight i Lomas veuen aquestes escultures com una evidència que recolzaria la idea que Henry Sinclair va viatjar a les Amèriques molt abans que Colón. Els acadèmics medievals, per la seva banda, interpreten aquestes talles com a representacions estilitzades de blat, maduixes o lliris. El viatge de Sinclair se suposa que va ser més o menys per la mateixa ruta que la dels nòrdics, és a dir, a través de l'Atlàntic Nord, per Islàndia i Groenlàndia, i alguns conjecturen que això és evidència que aquesta ruta mai va ser oblidada.

### Llegendes
Algunes persones sostenen que aquestes escultures són base per a un portal cap a una altra dimensió per la qual es diu que alguns habitants de la regió juren haver vist presències d'ovnis pels voltants del poble. Aquest només serà obert quan es reprodueixin les figures que estan als cubs. Alguns diuen que si el portal s'obre, seria la fi del món, perquè sortirien terribles monstres d'altres dimensions. També es diu que en el jardí de la capella o pels voltants d'ella es va estavellar una nau Ovni, però han tractat de buscar alguna resposta per mitjà de recerques sense aconseguir comprovar aquest mite.
Sobre la capella s'han teixit una sèrie de llegendes o mites que diuen que, per exemple, és travessada pel Meridià de París.

### Curiositat
Va aparèixer a El Codi da Vinci com a clau de la cerca del Sant Grial.